# Piercia spatiosata
Piercia spatiosata är en fjärilsart som beskrevs av Walker 1862. Piercia spatiosata ingår i släktet Piercia och familjen mätare. Inga underarter finns listade i Catalogue of Life.